# Ane Brun

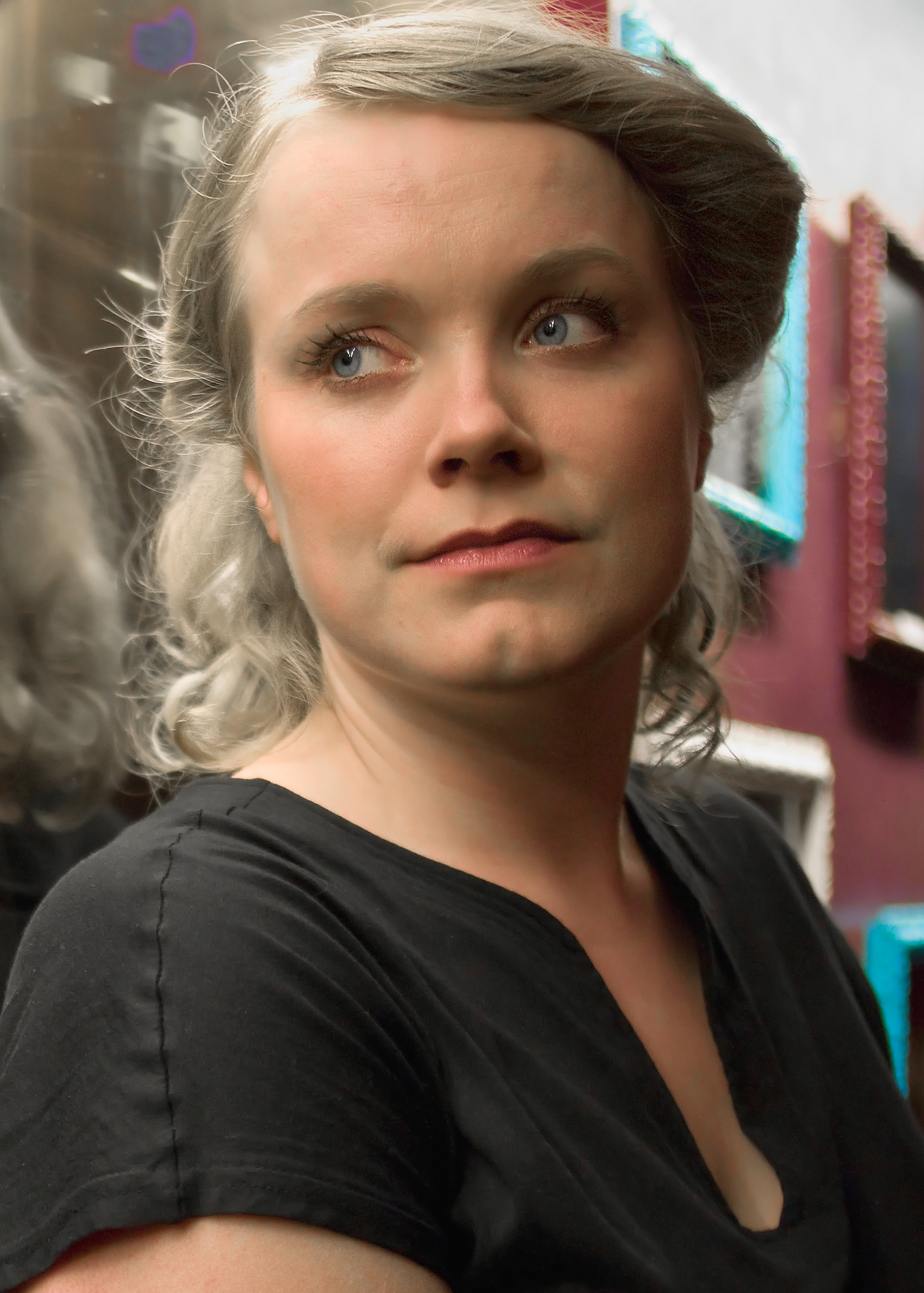
Ane Brun (2008)

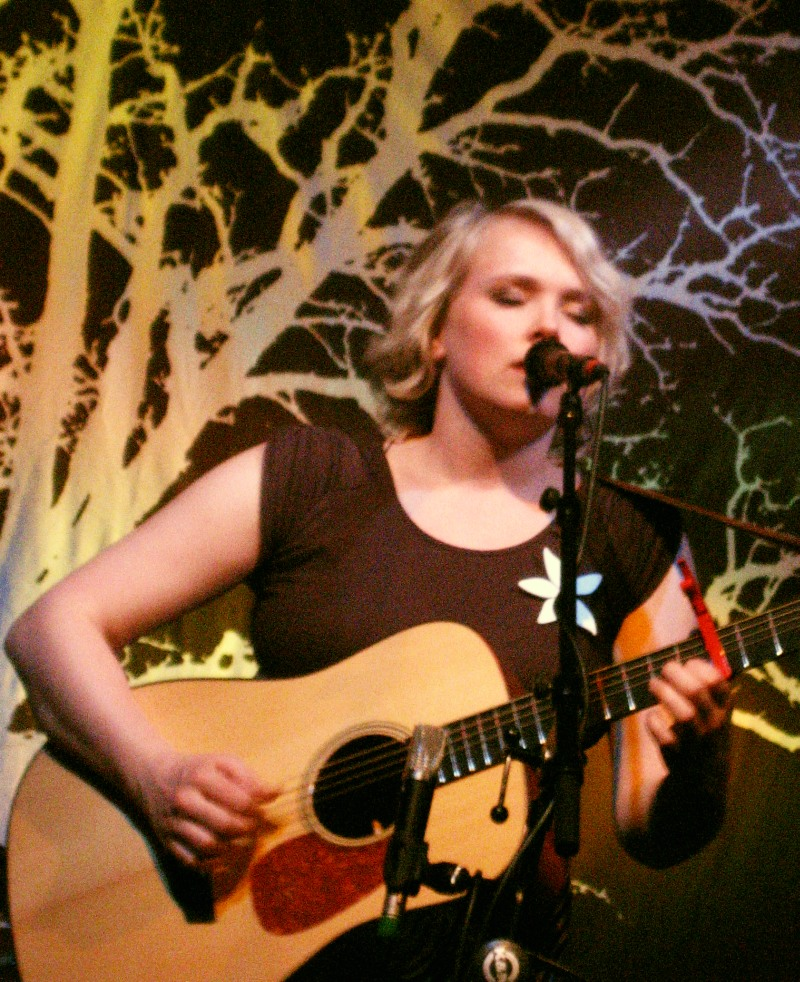
Ane Brun live im Knust (Hamburg), 2008

Ane Brunvoll (* 10. März 1976 in Molde) ist eine norwegische Liedermacherin und Sängerin.

## Biografie
Brun begann ihre Karriere im Alter von 21 Jahren, als sie die alte akustische Gitarre der Familie nach Oslo holte, wo sie damals lebte. In den nächsten drei Jahren lernte sie u. a. Songs ihrer Lieblingsmusiker Ani DiFranco, Joni Mitchell, Ben Harper und Nick Drake. Dabei entwickelte sie ihren eigenen Stil und trat 1998 das erste Mal als Straßenmusikerin in Barcelona und San Sebastian auf.
Zurück in Norwegen zog sie nach Bergen und wurde Teil der Band Damsels in Distress. 2000 zog sie nach Stockholm, um dort eine professionelle Musikerin zu werden. Seitdem spielt sie in kleinen Clubs wie auch auf großen Bühnen – z. B. mit a-ha im Wembley-Stadion im Dezember 2005.
Von März bis Mai 2010 spielte Ane Brun im Vorprogramm von Peter Gabriels New-Blood-Tour. Sie war auch als Backgroundsängerin tätig und übernahm bei Don’t Give Up den Gesangspart von Kate Bush. Sie ist in dieser Funktion in den Konzertfilmen Live in Verona – Scratch My Back and Taking The Pulse von 2010 und New Blood: Live in London von 2011 zu sehen und auf dem Studioalbum New Blood von 2011 und dem Livealbum Live Blood von 2012 zu hören.
Im September 2011 veröffentlichte Ane Brun das Album It All Starts with One. Zusammen mit ihrem Produzenten Tobias Fröberg verpflichtete sie dafür einige bekannte Gesichter. So beteiligten sich u. a. die beiden Schlagzeuger Per Eklund (Lykke Li, Miike Snow) und Ola Hultgren; Martin Hederos (The Soundtrack of Our Lives) spielte die Orgel. Im Stück Do You Remember wird Ane Brun durch die beiden Schwestern von First Aid Kit unterstützt. Im Song Worship ist Junip-Frontmann José González dabei.
Ihr siebtes Studioalbum When I’m Free erschien am 4. September 2015.
2020 coverte sie das Lied All is soft inside von Aurora.
Ane Brun lebt in der schwedischen Hauptstadt Stockholm und hat ihr eigenes Plattenlabel, das ursprünglich den Namen DetErMine Records („Das sind meine Platten“) trug. Seit dem Album Sketches (2008) firmiert es unter dem Namen Balloon Ranger Recordings.

## Diskografie

### Alben
| Jahr | Titel                               | Höchstplatzierung, Gesamtwochen, AuszeichnungChartplatzierungen (Jahr, Titel, Platzierungen, Wochen, Auszeichnungen, Anmerkungen) | Höchstplatzierung, Gesamtwochen, AuszeichnungChartplatzierungen (Jahr, Titel, Platzierungen, Wochen, Auszeichnungen, Anmerkungen) | Anmerkungen                                                                                              |
| Jahr | Titel                               | NO | SE | Anmerkungen                                                                                              |
| ---- | ----------------------------------- | --- | --- | --- |
| 2005 | Spending Time with Morgan           | NO19 (4 Wo.)NO | — | |
| 2005 | A Temporary Dive                    | NO1 Platin · (38 Wo.)NO | SE12 (7 Wo.)SE | |
| 2005 | Duets                               | NO2 (26 Wo.)NO | SE40 (7 Wo.)SE | |
| 2007 | Live in Scandinavia                 | NO11 (10 Wo.)NO | SE12 (2 Wo.)SE | Livealbum Erstveröffentlichung: 9. Februar 2007                                                          |
| 2008 | Changing of the Seasons             | NO1 Gold · (21 Wo.)NO | SE2 (10 Wo.)SE | Erstveröffentlichung: 3. Oktober 2008                                                                    |
| 2008 | Sketches                            | — | SE15 (1 Wo.)SE | |
| 2009 | Live at Stockholm Concert Hall      | — | SE7 (1 Wo.)SE | Livealbum Erstveröffentlichung: 27. November 2009                                                        |
| 2011 | It All Starts with One              | NO1 ×2Doppelplatin · (31 Wo.)NO                                                                                                   | SE1 Gold · (15 Wo.)SE | Erstveröffentlichung: 16. September 2011                                                                 |
| 2013 | Songs 2003–2013                     | NO2 (6 Wo.)NO | SE6 (5 Wo.)SE | Kompilation (Doppel-CD) Erstveröffentlichung: 31. Mai 2013                                               |
| 2013 | Rarities                            | NO20 Gold · (8 Wo.)NO | — | |
| 2017 | Leave Me Breathless                 | NO3 Gold · (12 Wo.)NO | SE5 (5 Wo.)SE | Erstveröffentlichung: 6. Oktober 2017                                                                    |
| 2018 | Live at Berwaldhallen               | — | SE54 (1 Wo.)SE | mit dem Swedish Radio Symphony Orchestra unter Leitung von Hans Ek Erstveröffentlichung: 10. August 2018 |
| 2020 | After the Great Storm               | NO15 (1 Wo.)NO | SE13 (1 Wo.)SE | Erstveröffentlichung: 30. Oktober 2020                                                                   |
| 2020 | How Beauty Holds the Hand of Sorrow | NO17 (1 Wo.)NO | SE30 (1 Wo.)SE | Erstveröffentlichung: 27. November 2020                                                                  |
| 2022 | Nærmere                             | — | — | Erstveröffentlichung: 11. November 2022                                                                  |
| 2023 | Portrayals                          | — | — | Erstveröffentlichung: 17. März 2023                                                                      |

### EPs
- My Lover Will Go (2004)

### Singles
| Jahr | Titel Album                                   | Höchstplatzierung, Gesamtwochen, AuszeichnungChartplatzierungen (Jahr, Titel, Album, Platzierungen, Wochen, Auszeichnungen, Anmerkungen) | Höchstplatzierung, Gesamtwochen, AuszeichnungChartplatzierungen (Jahr, Titel, Album, Platzierungen, Wochen, Auszeichnungen, Anmerkungen) | Höchstplatzierung, Gesamtwochen, AuszeichnungChartplatzierungen (Jahr, Titel, Album, Platzierungen, Wochen, Auszeichnungen, Anmerkungen) | Höchstplatzierung, Gesamtwochen, AuszeichnungChartplatzierungen (Jahr, Titel, Album, Platzierungen, Wochen, Auszeichnungen, Anmerkungen) | Anmerkungen |
| Jahr | Titel Album                                   | NO | SE | CH | UK | Anmerkungen |
| ---- | --------------------------------------------- | --- | --- | --- | --- | --- |
| 2004 | My Lover Will Go –                            | — | SE39 (2 Wo.)SE | — | — | |
| 2005 | Lift Me –                                     | NO1 (22 Wo.)NO | SE44 (4 Wo.)SE | — | — | Madrugada feat. Ane Brun                                                                                              |
| 2008 | Big in Japan –                                | — | SE3 Gold · (9 Wo.)SE | — | — | Original: Alphaville                                                                                                  |
| 2008 | True Colors –                                 | — | SE5 Platin · (10 Wo.)SE | — | — | Original: Cyndi Lauper                                                                                                |
| 2015 | Can’t Stop Playing (Makes Me High) –          | — | — | — | UK4 Gold · (12 Wo.)UK | Erstveröffentlichung: 9. Februar 2015 Original: Dr Kucho & Gregor Salto (2005) Dr Kucho & Gregor Salto feat. Ane Brun |
| 2015 | To Let Myself Go The Wanderings of the Avener | — | — | CH69 (1 Wo.)CH | — | Erstveröffentlichung: 13. Juli 2015 The Avener feat. Ane Brun                                                         |

Weitere Singles
- Are They Saying Goodbye (2003)
- Humming One of Your Songs (2003)
- I Shot My Heart (2004)
- Rubber & Soul (featuring Teitur Lassen, 2006)
- Balloon Ranger (2007)
- Song No. 6 (featuring Ron Sexsmith, 2008)
- Treehouse Song (2008)
- Do You Remember (2011)
- Halo (2019, NO: Gold)

## Auszeichnungen
| Jahr | Auszeichnung     | Kategorie                    | Werk                           | Ergebnis  |
| ---- | ---------------- | ---------------------------- | ------------------------------ | --------- |
| 2005 | Spellemannprisen | Künstlerin des Jahres        | A temporary dive               | Gewonnen  |
| 2005 | Spellemannprisen | Lied des Jahres              | Lift me zusammen mit Madrugada | Gewonnen  |
| 2007 | Spellemannprisen | Künstlerin des Jahres        | Live in Scandinavia            | Nominiert |
| 2008 | Spellemannprisen | Künstlerin des Jahres        | Changing of the Seasons        | Nominiert |
| 2009 | Spellemannprisen | Künstlerin des Jahres        | Live at Stockholm Concert Hall | Nominiert |
| 2011 | Spellemannprisen | Künstlerin des Jahres        | It all starts with one         | Gewonnen  |
| 2011 | Spellemannprisen | Komponist/in                 | It all starts with one         | Nominiert |
| 2011 | Spellemannprisen | Musikvideo des Jahres        | Do you remember                | Nominiert |
| 2015 | Spellemannprisen | Popsolist/in                 | When I’m free                  | Nominiert |
| 2015 | Spellemannprisen | Album des Jahres             | When I’m free                  | Nominiert |
| 2018 | Grammis          | Singer-Songwriter des Jahres | Leave me breathless            | Nominiert |